# 1988 100 legnagyobb slágere
Ez a lista a Billboard első Hot 100 zenéjét tartalmazza 1988-ból.
| Helyezés | Szám                                     | Előadó                                 |
| -------- | ---------------------------------------- | -------------------------------------- |
| 1        | "Faith"                                  | George Michael                         |
| 2        | "Need You Tonight"                       | INXS                                   |
| 3        | "Got My Mind Set on You"                 | George Harrison                        |
| 4        | "Never Gonna Give You Up"                | Rick Astley                            |
| 5        | "Sweet Child o’ Mine"                    | Guns N’ Roses                          |
| 6        | "So Emotional"                           | Whitney Houston                        |
| 7        | "Heaven Is a Place on Earth"             | Belinda Carlisle                       |
| 8        | "Could've Been"                          | Tiffany                                |
| 9        | "Hands to Heaven"                        | Breathe                                |
| 10       | "Roll with It"                           | Steve Winwood                          |
| 11       | "One More Try"                           | George Michael                         |
| 12       | "Wishing Well"                           | Terence Trent D'Arby                   |
| 13       | "Anything for You"                       | Gloria Estefan and Miami Sound Machine |
| 14       | "The Flame"                              | Cheap Trick                            |
| 15       | "Get Outta My Dreams, Get into My Car"   | Billy Ocean                            |
| 16       | "Seasons Change"                         | Exposé                                 |
| 17       | "Is This Love"                           | Whitesnake                             |
| 18       | "Wild, Wild West"                        | The Escape Club                        |
| 19       | "Pour Some Sugar on Me"                  | Def Leppard                            |
| 20       | "I'll Always Love You"                   | Taylor Dayne                           |
| 21       | "Man in the Mirror"                      | Michael Jackson                        |
| 22       | "Shake Your Love"                        | Debbie Gibson                          |
| 23       | "Simply Irresistible"                    | Robert Palmer                          |
| 24       | "Hold On to the Nights"                  | Richard Marx                           |
| 25       | "Hungry Eyes"                            | Eric Carmen                            |
| 26       | "Shattered Dreams"                       | Johnny Hates Jazz                      |
| 27       | "Father Figure"                          | George Michael                         |
| 28       | "Naughty Girls (Need Love Too)"          | Samantha Fox                           |
| 29       | "A Groovy Kind of Love"                  | Phil Collins                           |
| 30       | "Love Bites"                             | Def Leppard                            |
| 31       | "Endless Summer Nights"                  | Richard Marx                           |
| 32       | "Foolish Beat"                           | Debbie Gibson                          |
| 33       | "Where Do Broken Hearts Go"              | Whitney Houston                        |
| 34       | "Angel"                                  | Aerosmith                              |
| 35       | "A Hazy Shade of Winter"                 | The Bangles                            |
| 36       | "The Way You Make Me Feel"               | Michael Jackson                        |
| 37       | "Don’t Worry, Be Happy"                  | Bobby McFerrin                         |
| 38       | "Make Me Lose Control"                   | Eric Carmen                            |
| 39       | "Red Red Wine"                           | UB40                                   |
| 40       | "She's Like the Wind"                    | Patrick Swayze és Wendy Fraser         |
| 41       | "Bad Medicine"                           | Bon Jovi                               |
| 42       | "KKokomo"                                | The Beach Boys                         |
| 43       | "I Don't Wanna Go on with You Like That" | Elton John                             |
| 44       | "Together Forever"                       | Rick Astley                            |
| 45       | "Monkey"                                 | George Michael                         |
| 46       | "Devil Inside"                           | INXS                                   |
| 47       | "Should've Known Better"                 | Richard Marx                           |
| 48       | "I Don't Wanna Live Without Your Love"   | Chicago                                |
| 49       | "The Loco-Motion"                        | Kylie Minogue                          |
| 50       | "What Have I Done to Deserve This?"      | Pet Shop Boys Dusty Springfielddel     |
| 51       | "Make It Real"                           | The Jets                               |
| 52       | "What's On Your Mind"                    | Information Society                    |
| 53       | "Tell It to My Heart"                    | Taylor Dayne                           |
| 54       | "Out of the Blue"                        | Debbie Gibson                          |
| 55       | "Don't You Want Me"                      | Jody Watley                            |
| 56       | "Desire"                                 | U2                                     |
| 57       | "I Get Weak"                             | Belinda Carlisle                       |
| 58       | "Sign Your Name"                         | Terence Trent D'Arby                   |
| 59       | "I Want to Be Your Man"                  | Roger Troutman                         |
| 60       | "Girlfriend"                             | Pebbles                                |
| 61       | "Dirty Diana"                            | Michael Jackson                        |
| 62       | "1-2-3"                                  | Gloria Estefan and Miami Sound Machine |
| 63       | "Mercedes Boy"                           | Pebbles                                |
| 64       | "Perfect World"                          | Huey Lewis and the News                |
| 65       | "New Sensation"                          | INXS                                   |
| 66       | "Catch Me (I'm Falling)"                 | Pretty Poison                          |
| 67       | "If It Isn't Love"                       | New Edition                            |
| 68       | "Rocket 2 U"                             | The Jets                               |
| 69       | "One Good Woman"                         | Peter Cetera                           |
| 70       | "Don't Be Cruel"                         | Cheap Trick                            |
| 71       | "Candle in the Wind"                     | Elton John                             |
| 72       | "Everything Your Heart Desires"          | Daryl Hall & John Oates                |
| 73       | "Say You Will"                           | Foreigner                              |
| 74       | "I Want Her"                             | Keith Sweat                            |
| 75       | "Pink Cadillac"                          | Natalie Cole                           |
| 76       | "Fast Car"                               | Tracy Chapman                          |
| 77       | "Electric Blue"                          | Icehouse                               |
| 78       | "The Valley Road"                        | Bruce Hornsby and the Range            |
| 79       | "Don't Be Cruel"                         | Bobby Brown                            |
| 80       | "Always on My Mind"                      | Pet Shop Boys                          |
| 81       | "Piano in the Dark"                      | Brenda Russell és Joe Esposito         |
| 82       | "When It's Love"                         | Van Halen                              |
| 83       | "Don't Shed a Tear"                      | Paul Carrack                           |
| 84       | "We'll Be Together"                      | Sting                                  |
| 85       | "I Hate Myself for Loving You"           | Joan Jett and the Blackhearts          |
| 86       | "I Don't Want to Live Without You"       | Foreigner                              |
| 87       | "Nite and Day"                           | Al B. Sure!                            |
| 88       | "Don't You Know What the Night Can Do?"  | Steve Winwood                          |
| 89       | "One Moment in Time"                     | Whitney Houston                        |
| 90       | "Can't Stay Away from You"               | Gloria Estefan and Miami Sound Machine |
| 91       | "Kissing a Fool"                         | George Michael                         |
| 92       | "Cherry Bomb"                            | John Cougar Mellencamp                 |
| 93       | "I Still Believe"                        | Brenda K. Starr                        |
| 94       | "I Found Someone"                        | Cher                                   |
| 95       | "Never Tear Us Apart"                    | INXS                                   |
| 96       | "Valerie"                                | Steve Winwood                          |
| 97       | "Just Like Paradise"                     | David Lee Roth                         |
| 98       | "Nothin' but a Good Time"                | Poison                                 |
| 99       | "Wait"                                   | White Lion                             |
| 100      | "Prove Your Love"                        | Taylor Dayne                           |

## Fordítás
- Ez a szócikk részben vagy egészben  a   Billboard Year-End Hot 100 singles of 1988 című angol Wikipédia-szócikk ezen változatának fordításán alapul.  Az eredeti cikk szerkesztőit annak laptörténete sorolja fel. Ez a jelzés csupán a megfogalmazás eredetét és a szerzői jogokat jelzi, nem szolgál a cikkben szereplő információk forrásmegjelöléseként.